# Sân bay quốc tế Adisucipto
Sân bay quốc tế Adisucipto (IATA: JOG, ICAO: WARJ), tên giao dịch quốc tế Adisucipto International Airport là một sân bay ở tỉnh Yoyakarta của Indonesia. Sân bay này phục vụ khu vực Yogyakarta và đảo Java của Indonesia. Sân bay này nằm trong quận Sleman, đặc khu Yogyakartan, phía đông bắc ngoại ô thành phố. Đường băng kích thước 2.200 X 45 m.
Số lượng hành khách bay qua sân bay quốc tế Adisucipto ở Yogyakarta, trong suốt năm 2016 đã tăng khoảng 13% so với năm 2015. 7,2 triệu hành khách được ghi nhận trong năm 2016 trong khi năm 2015, con số này là 6,38 triệu. Sân bay này sẽ được thay thế bởi Sân bay quốc tế Yogyakarta một khi hoạt động đầy đủ.

## Các hãng hành không

#### Nội địa
- Batavia Air (Balikpapan, Jakarta, Pontianak, Surabaya)
- Garuda Indonesia (Denpasar-Bali, Jakarta)
- Mandala Airlines (Balikpapan, Banjarmasin, Denpasar-Bali, Jakarta)
- Merpati Nusantara Airlines (Makassar)
- Lion Air (Jakarta)
- Wings Air (Denpasar-Bali, Jakarta, Surabaya)

#### Quốc tế
- AirAsia (Kuala Lumpur)
- Malaysia Airlines (Kuala Lumpur)
- Silk Air (Singapore)